# Musée national du Thé
Le musée national du Thé de Chine (chinois : 中国茶叶博物馆 ; pinyin : zhōngguó cháyè bówùguǎn ; litt. « Musée des feuilles de thé de Chine ») se trouve dans la ville de Hangzhou. Créé en 1991, il est consacré au thé, à son histoire, à sa culture, notamment à l'art du thé, dont il présente une douzaine de variantes.

## Collections
Les collections présentent des services à thé antérieurs à la dynastie Tang jusqu'à la dynastie Qing